# Рожнятівський замок
Рожнятівський замок також Замок Скарбека — втрачена оборонна споруда в селищі Рожнятові Івано-Франківської области України. Пам'ятка архітектури місцевого значення.

## Відомості
У південно-західній частині Рожнятова на пагорбі (нині територія районного відділу поліції) розташована будівля палацового типу. Поруч з нею є круті схили пагорба, на якому простежуються залишки колишньої великої водойми, яка слугувала природним захистом, а також поруч залишки ровів.
Дослідник Каміль Баранський у своїй праці згадував, що «у 15 ст. існував замок, який мав три башти, навколо рови з водою, вали і льохи». У праці Ореста Мацюка зазначено, що замок був «зорієнтований на північ-південь, на північно-східних боках — вали, а на північних — фрагмент бастіону». Про локалізацію твердині писав Альфред Вайда в додатку до часопису «Слово польське» (1925), що «між Калушем і Долиною існувало поселення Старе село з оборонним замочком, який свого часу брали в облогу татарські загони». Досі невизначено ініціатора і фундатора будівництва замку.
Восени 1648 року цитадель польської шляхти захопило пригноблене українське місцеве населення. Детальний опис події є в судовому позові Самуїла Понятовського до містян і селян калуського й долинського староств (укладений в березні 1649), в якому йдеться, що «місцеві українці зібравши три або чотири тисячі людей, насамперед пограбували двір Понятовського у Сваричові, далі пішли на Рожнятівський замок, куди шляхта звезла свою худобу і добро. Зрозумівши, що від розлюченого селянства важко буде оборонити замок, шляхта була змушена поспішно тікати з дітьми і дружинами, залишивши все майно в замку. Вибралися пішки, бо возами було важко проїхати. Українці вдершись до замку і пограбувавши його, направились в гори в погоню. Догнали втікачів, велику кількість шляхти перебили, замордували і пограбували. Заледве одні пішки, інші на конях змогли утекти». Під час облави замок не зазнав руйнувань, оскільки українське населення через відсутність захисту його взяли без жодного опору. Про цю подію також писав польський історик Владислав Лозинський. 
1650 року козаки та селяни спалили твердиню, яку згодом відбудували. У жовтні 1672 року під час погоні за навантаженим здобиччю великим загоном татарського хана Селім Гірея гетьман великокоронний Ян III Собеський надіслав посильних в Рожнятівський замок, щоб замкова адміністрація здійснила організацію місцевих жителів для засідки в боднарівських лісах.
У 17 і 18 ст. власником Рожнятова та замку був конюший великий коронний, воєвода брацлавський Ян Олександр Конецпольський з дружиною Ельжбетою, уродженою Жевуською. Після їхньої смерті замок перейшов до воєводи подільського Вацлава Жевуського.
Від 1830 року в замку проживав граф Станіслав Скарбек, меценат культури, фундатор Скарбківського театру у Львові (нині Національний академічний український драматичний театр імені Марії Заньковецької). Відомо, що в замку він був організатором театральних вистав. У першій половині 19 ст. з його ініціативи було здійснено перебудову Рожнятівського замку в палац. Нова будівля збудована в неоготичному стилі з фортифікаційними мотивами, в яких простежувалися висока квадратна в плані вежа-донжон, що примикала до округлої башти з машикулями. А на подвір'ї садівники створили великий дендрологічний парк. З часом твердиня втратила оборонні функції. Під замком були два ходи, які вели до урочища Батин і до Василіанського монастиря.
На початку 20 ст. у приміщенні палацу діяв повітовий суд, а після Другої світової війни палац зазнав змін: верхня частина вежі була розібрана, зберігся лише фрагмент першого ярусу.
У Відділі рукописів Львівської національної наукової бібліотеки України імені Василя Стефаника зберігається «Інвентар Рожнятівського ключа на ґрунті зверифікованого р. Б. 1759» (пол. Inwentarz klucza Rozniatowskiego na gruncie zweryfikowany Аno Dni 1759), віднайдений істориком і охоронцем пам'яток Александром Чоловським, згадувалося, що «замок був обнесений земляними валами, а по периметру оборонних ліній розташовувалися укріплення: в'їзна брама, хвіртка, кам'яна вежа і рондель (бастея). На замковому подвір'ї були житлові й господарські приміщення: дерев'яна резиденція, будівля з невідомим призначенням, шпихлір на три засіки, з сіньми і альтанкою над ним, пекарня, возівня і стайня. А внизу під замком був фільварковий будинок». Отже, оборонна споруда була дерево-земляною й мала комбіновані вежо-стінові й протобастіонні укріплення.
На карті Фрідріха фон Міґа, виданій у 1779—1782 роках, простежуються шість об'єктів замкового двору (міст, в'їзна брама, вежа, рондель, резиденція і синік (ймовірно сиґнатурка), які описані в згаданому інвентарі.